# Риети (провинция)
Риети (итал. Provincia di Rieti) — провинция в Италии, в регионе Лацио.

## География
Провинция расположена в северо-восточной части Лацио. На западе по реке Тибр граничит с провинцией Витербо, на юго-западе — с Римской метрополией. На севере граничит с регионом Умбрия, на востоке — с регионом Марке.
Рельеф равнины в основном гористый. Крупные горы: Терминило (2217 м), Лага (2458 м). Крупные водохранилища: Валле-дель-Сальто, Лаго-дель-Сальто (крупнейшее в регионе), Лаго-дель-Турано.
На юге провинции организован заповедник Монти-Лукретти, на юго-востоке — заповедник Монтанье-делла-Дукесса, между водохранилищами Сальто и Турано — заповедник Монте-Навенья-э-Монте-Сервия.
В провинции сохранились замки, крепости и францисканские санктуарии.